# Richard Nimmerrichter

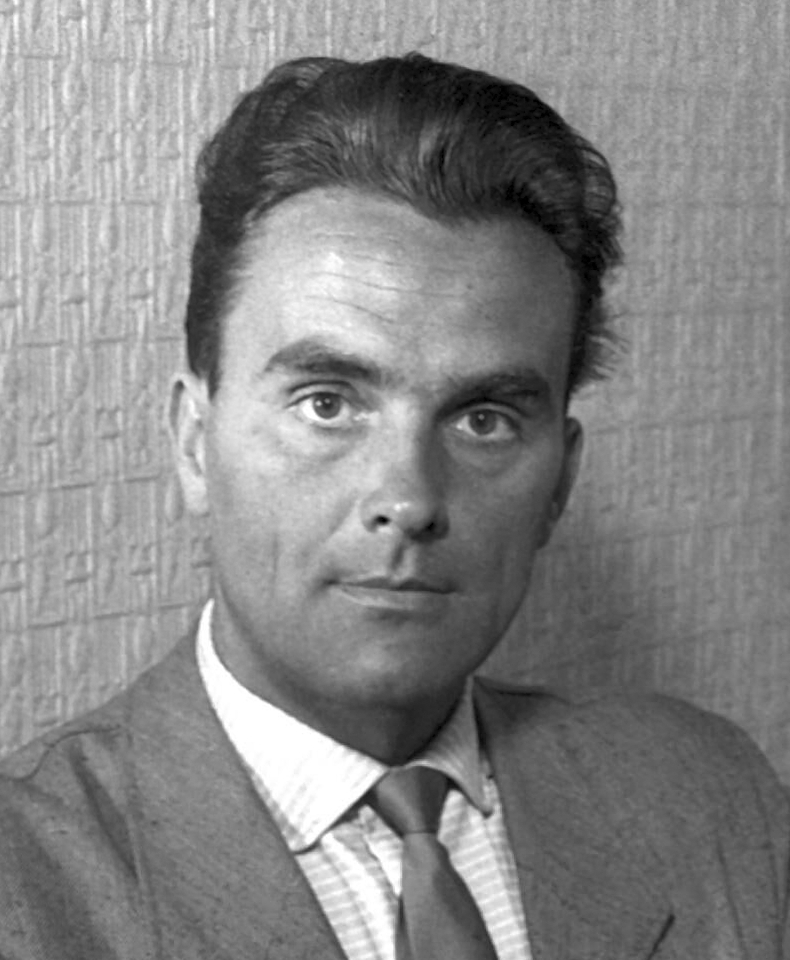
Richard Nimmerrichter (1954)

Richard Nimmerrichter (* 31. Dezember 1920 in Wien; † 6. Februar 2022 in Neustift am Walde, Wien) war ein österreichischer Journalist und Kolumnist. Unter dem Pseudonym Staberl veröffentlichte er 36 Jahre lang Kolumnen in der Kronen Zeitung. Nimmerrichters Kolumnen wurden wiederholt als rassistisch, hetzerisch und antisemitisch bezeichnet. Nimmerrichter wurde 156 Mal wegen Verstößen gegen das Mediengesetz und übler Nachrede angezeigt und 58 Mal verurteilt.

## Leben
Nimmerrichter war von 1940 bis 1944 Soldat der deutschen Wehrmacht, von 1944 bis 1946 Kriegsgefangener in der Sowjetunion. Nach seiner Rückkehr nach Wien begann er seine Karriere als Journalist beim Amerikanischen Nachrichtendienst (AND) der US-Besatzungsmacht. In der Folge wechselte er zur United Press, einer privaten Nachrichtenagentur. Nimmerrichter arbeitete auch für die Wiener Illustrierte. Weitere journalistische Stationen waren die Welt am Montag, bei der er bis 1962 den Posten des Sport- und Chefredakteurs bekleidete, und die Weltpresse. Im ORF hatte er 1959 die kleine Fernsehsendung Ein Wort zum Sport verfasst, die in der neunteiligen Sendereihe Déjà-vu zum Thema „45 Jahre Fernsehen in Österreich“ (2000 und 2001) ausgestrahlt wurde. Zusammengestellt wurden alle Beiträge von Thaddäus Podgorski junior, moderiert vom ehemaligen Generalintendanten Thaddäus Podgorski senior und Studiogästen. Ab Beginn der sechziger Jahre schrieb Nimmerrichter für die Kronen-Zeitung.

## Kolumnist derKronen-Zeitung
Bekannt wurde Richard Nimmerrichter vor allem durch seine tägliche Kolumne in der Kronen-Zeitung, die unter dem Pseudonym Staberl, einer Figur aus dem Wiener Volkstheater des 19. Jahrhunderts, veröffentlicht wurde. Zwischen 1964 und 2001 erschien sie – von zwei Ausnahmen abgesehen – ohne Unterbrechung.
Ab Mitte der sechziger Jahre hielt Nimmerrichter 1,43 Prozent Anteile an der Kronen-Zeitung, was ihn zum Multimillionär machte. Zusätzlich verdiente er ein monatliches Fixgehalt von zuletzt 210.000 Schilling brutto.
Eine Auswahl der Kolumnen Staberls wurde in Buchform veröffentlicht. 1997 erschien Unbotmäßige Gedanken: Texte aus der Kronen Zeitung und 2001 Oh, du mein Österreich. Staberl-Geschichten von Richard Nimmerrichter.

### Kritik und Verurteilungen wegen Antisemitismus und Rassismus
Mehrfach wurde Nimmerrichter aufgrund antisemitischer Inhalte und Holocaust-Verharmlosung kritisiert und verurteilt. So hatte er am 30. September 1992 über den Präsidenten der Israelitischen Kultusgemeinde, Paul Grosz, geschrieben: „Wer den Herrn Hitler überlebt hat, wird auch den Herrn Grosz überleben.“ Dies wurde vom Gericht als Beleidigung angesehen. 1992 schrieb Nimmerrichter über den Nationalsozialismus: „Nur verhältnismäßig wenige der jüdischen Opfer sind vergast worden.“ Die meisten wären an Krankheiten oder Hunger gestorben, so wie auch die deutschen Soldaten in den Gefangenenlagern. Staberl unterstellte Angehörigen von Holocaust-Opfern, dass sie „Geld lukrieren wollen“, und schrieb, dass die dritte Generation jüdischer Überlebender eine „Märtyrer-Saga“ aus dem Holocaust mache. Im Rahmen der Waldheim-Affäre bezeichnete Nimmerrichter den New-York-Times-Journalisten Abraham Rosenthal zwar einmal bei seinem richtigen Namen, variierte seinen Namen aber dann auch zu „Rosenbaum“ und „Rosenberg“. Der Standard-Journalist Hans Rauscher bezeichnete die Krone daraufhin als antisemitisch und rassistisch. In einem Prozess der Kronen-Zeitung gegen den Standard im April 2004 sah das Landesgericht für Strafsachen Wien in der Kolumne Nimmerrichters einen Wahrheitsbeweis dafür, dass „antisemitische und rassistische Untertöne“ in der Krone zu vernehmen seien. In der Variation des Namens Rosenthal sah die Richterin eine „klassische Methode, antisemitische Emotionen auszudrücken“. Zu diesem Schluss kam auch ein Gutachten der Sprachwissenschafterin Ruth Wodak.
1999 erstickte der nigerianische Asylwerber Marcus Omofuma bei seiner Abschiebung, nachdem ihm von österreichischen Polizisten der Mund verklebt worden war. Staberl – so wie die Kronen-Zeitung insgesamt – verteidigte die Beamten und schrieb, dass es „schön“ wäre, wenn sich auch „die liberale gnädige Heide Schmidt, die grüne Frau Stoisits und der Giftpilz, die Voggenhubers, Küberln und Landauer […] dem Verkleben ihrer angeblich fortschrittlichen Mundwerke widmen“. Über den Völkermord in Ruanda schrieb Staberl, dass „die Ausrottung ganzer Völkerstämme in diesen Teilen der Welt so ähnlich zur harmlosen Folklore wie etwa in unseren älplerischen Gegenden das Schuhplatteln“ gehöre.
In zahlreichen Kolumnen Nimmerrichters kam seine Sympathie zum Land Kärnten sowie seine Freundschaft zu dessen Landeshauptmann Jörg Haider zum Ausdruck. Viele Beobachter sehen in Nimmerrichter einen Mitgrund für den Erfolg der rechtsextremen FPÖ unter Staberls „Lieblingspolitiker“ Haider.
Insgesamt wurde Nimmerrichter aufgrund seiner Kolumnen 156 Mal angezeigt und 58 Mal verurteilt.

## Rezeption
Die Autorin Elfriede Jelinek baute in ihrem Stück Stecken, Stab und Stangl zahlreiche Staberl-Zitate ein. Die aus ihrer Sicht verharmlosenden Aussagen Nimmerrichters über die Massenvernichtung in der Zeit des Nationalsozialismus wurden in das Textgewebe eingeflochten und mit dem zentralen Thema des Stückes in Verbindung gebracht: dem rechtsextremen Anschlag von Franz Fuchs in Oberwart von 1995, bei dem vier Bewohner einer Roma-Siedlung getötet wurden. Die Kronen-Zeitung hat lange Zeit Roma selbst der Tat verdächtigt und einen rassistischen Hintergrund ausgeschlossen.
In der von Richard Faber und Frank Unger 2008 herausgegebenen Studie Populismus in Geschichte und Gegenwart bezeichnen Franz Rest und Rudi Renger Nimmerrichters Beiträge in der Kronen-Zeitung als „sarkastische und mit Vorurteilen gespickte Kolumnen“, die „Tag für Tag das Prinzip der Rache des kleinen Mannes“ erfüllt hätten.
2003 schrieb Florian Klenk in der Tageszeitung taz: „In schlechter Erinnerung sind noch die antisemitischen Kolumnen des mittlerweile pensionierten Richard Nimmerrichter, der unter dem Decknamen Staberl gern auch mal den Holocaust kleinredete.“
Harald Fidler bezeichnete ihn in seinem Lexikon Österreichs Medienwelt von A bis Z als „Brachialkolumnisten“.
Armin Thurnher, der langjährige Herausgeber der Wiener Wochenzeitung Falter, bezeichnete Nimmerrichter in seinem Nachruf als Zyniker, der dank seiner finanziellen Beteiligung an der Kronen-Zeitung zum Millionär wurde: „Die Krone tat, als wäre sie der Rächer aller rassistischen und xenophoben bonzenhassenden Hausmeister, aber sie wurde gemacht von zynischen Multimillionären. Nein, Staberl war kein Wutbürger. Er glich jenen Zynikern, die es auch heute gibt, die – allerdings weit weniger populär – nur zu ihrem eigenen Vorteil mit den Emotionen der degradierten Massen spielen.“

## Kunstsammlung und Nachlass
Bekannt war Richard Nimmerrichter auch für seine Kunstsammlung, überwiegend Aquarelle des Biedermeiermalers Rudolf von Alt. Seine Sammlung vermachte er zu Lebzeiten dem Niederösterreichischen Landesmuseum, einige dieser Bilder sind im St. Pöltner Museum zu besichtigen. Den übrigen Nachlass vererbte er der Stiftung „Rettet den Stephansdom“.